# Puente Hong Kong-Zhuhai-Macao
El puente Hong Kong-Zhuhai-Macao es un proyecto de ingeniería civil que consiste en una serie de puentes y túneles de 55 kilómetros que conectan Hong Kong con Macao y Zhuhai, las tres ciudades principales del delta del río de las Perlas y regiones administrativas especiales de China.
La longitud total del puente y el túnel es de unos 55 km. El puente principal mide unos 30 km y el túnel mide 6,7 km, para permitir el paso de las embarcaciones.
El proyecto se empezó a construir en 2009 y fue finalizado el 14 de noviembre de 2017, tardando 8 años. Fue inaugurado y abierto al tráfico el 23 de octubre de 2018. El coste del puente, las carreteras de acceso y las islas artificiales fue de unos 20 000 millones de dólares, unos 17 000 millones de euros; el puente solo costó unos 7000 millones de dólares (6000 millones de euros).

## El proyecto
Esta infraestructura ha sido concebida para dotar de una mayor capacidad de comunicación entre dos áreas densamente pobladas separadas por el estuario de un gran río. Este enlace de 55 km permite reducir la comunicación entre Hong Kong y Macao o Zhuhai de tres horas a tan solo treinta minutos.

### El puente principal
Debido a la poca profundidad de las aguas se planteó una instalación de tramos elevados sobre grandes pilares reforzados con pilotes que permitan el paso de las embarcaciones pequeñas y medianas. La sección más larga del puente tiene 29,6 kilómetros de largo e incluye tres tramos atirantados de entre 280 y 460 metros que, aumentando su altura y luz, permite el paso de embarcaciones todavía mayores. El puente cuenta con una doble calzada de tres carriles con mediana de separación, está preparado para resistir un fuerte oleaje y se calcula una vida útil de 120 años.

### El túnel

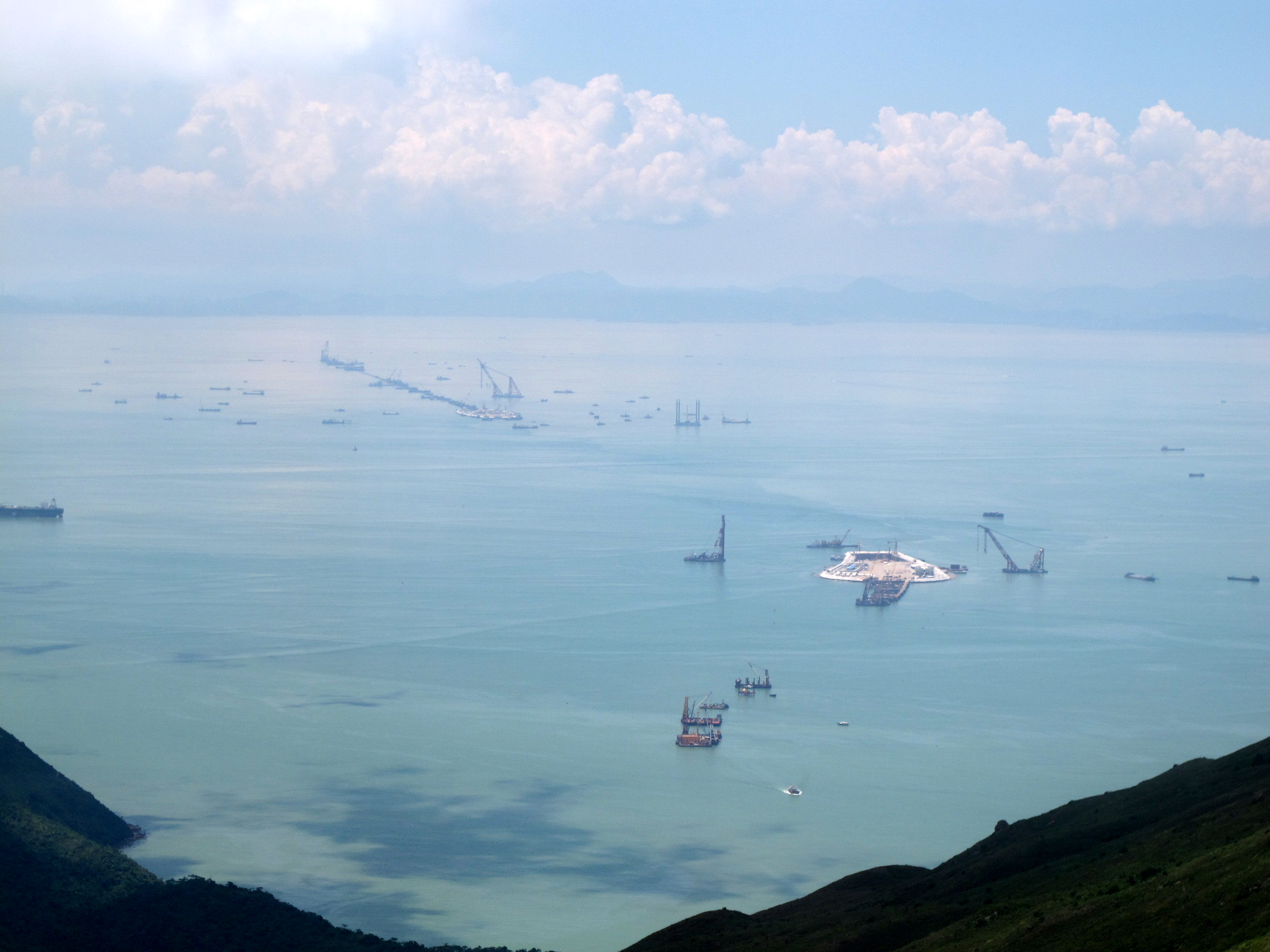
Estado de la infraestructura en 2013.

En la parte más cercana a Hong Kong, donde se ubica el mayor número de rutas marítimas de alto tonelaje, para evitar accidentes y no interrumpir el tráfico en uno u otro sentido, se optó por la construcción de un túnel que se une a los diferentes tramos de puente por medio de dos islas artificiales. Las islas han sido creadas con un armazón perimetral a base de cilindros de acero y relleno de tierras, de manera que las conforman con una silueta ovoide estilizada. Ambas islas artificiales han sido concebidas además como lugares de costas y atractivo turístico al observarse con facilidad en esta zona varias manadas de delfines blancos.
El túnel, en vez de ser excavado, ha sido realizado mediante una regularización del lecho marino, sobre la que se han ido depositando largas secciones de hormigón armado con un doble refuerzo central que divide la pieza en dos zonas principales para el tráfico rodado y una tercera oquedad central de dos alturas, que se usa para instalaciones y salidas de emergencia.

## Construcción
La construcción del proyecto HZMB comenzó el 15 de diciembre de 2009 en el lado chino, con el Miembro permanente del Politburó y el Vice primer ministro de China Li Keqiang celebrando una ceremonia. La construcción de la sección de Hong Kong del proyecto comenzó en diciembre de 2011 luego de un retraso causado por un desafío legal relacionado con el impacto ambiental del puente.
La última torre del puente se erigió el 2 de junio de 2016, y el 12 de julio de 2016 se instaló el último elemento recto de tramo recto de 4860 metros de longitud del túnel submarino, mientras que la junta final del túnel se instaló el 2 de mayo de 2017. La construcción del Puente Principal, que consta de un viaducto y un túnel submarino, se completó el 6 de julio de 2017. y todo el proyecto de construcción se completó el 6 de febrero de 2018. Durante la construcción murieron 19 trabajadores.

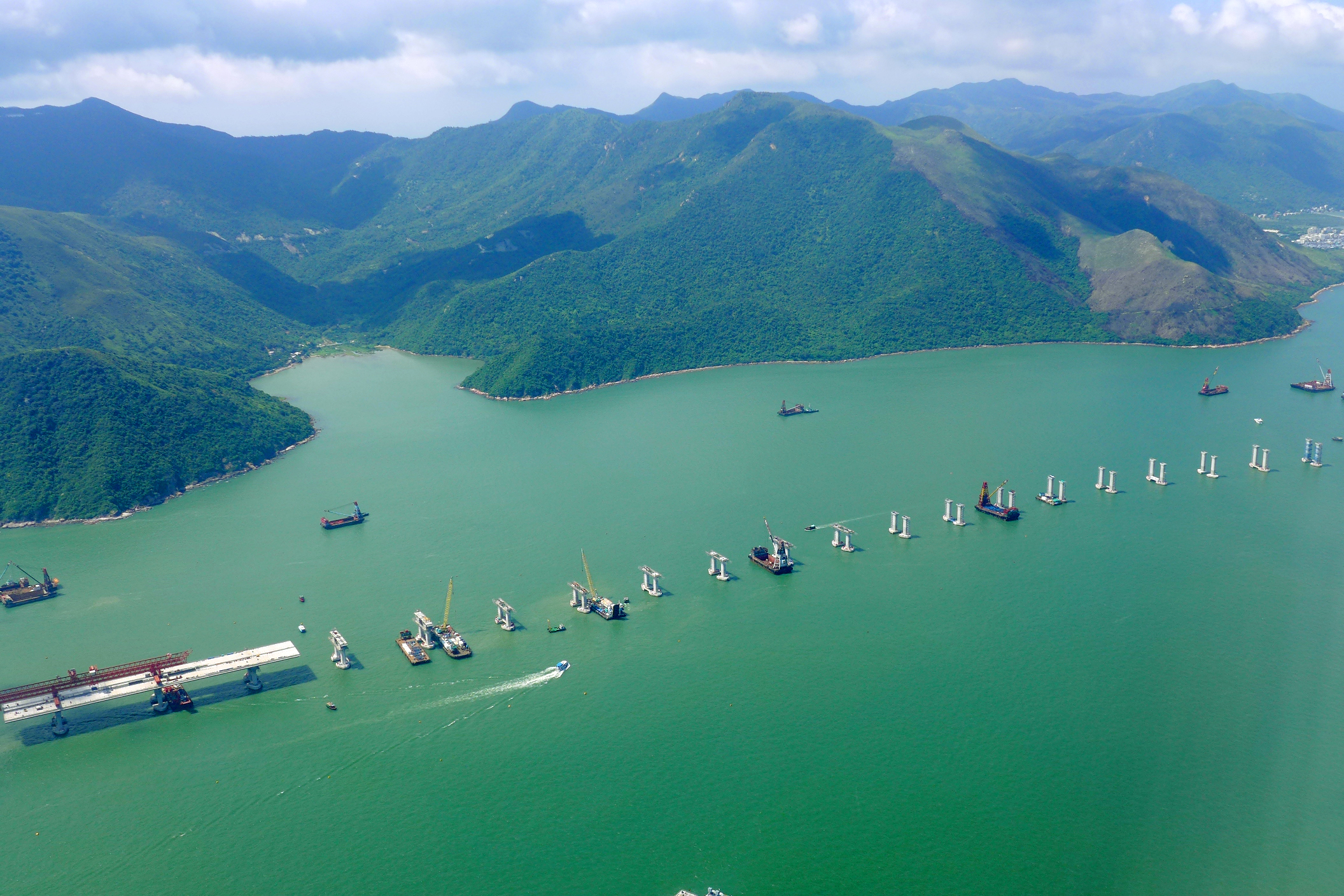
Sección de Hong Kong en construcción en 2015 frente a la costa de Isla Lantau
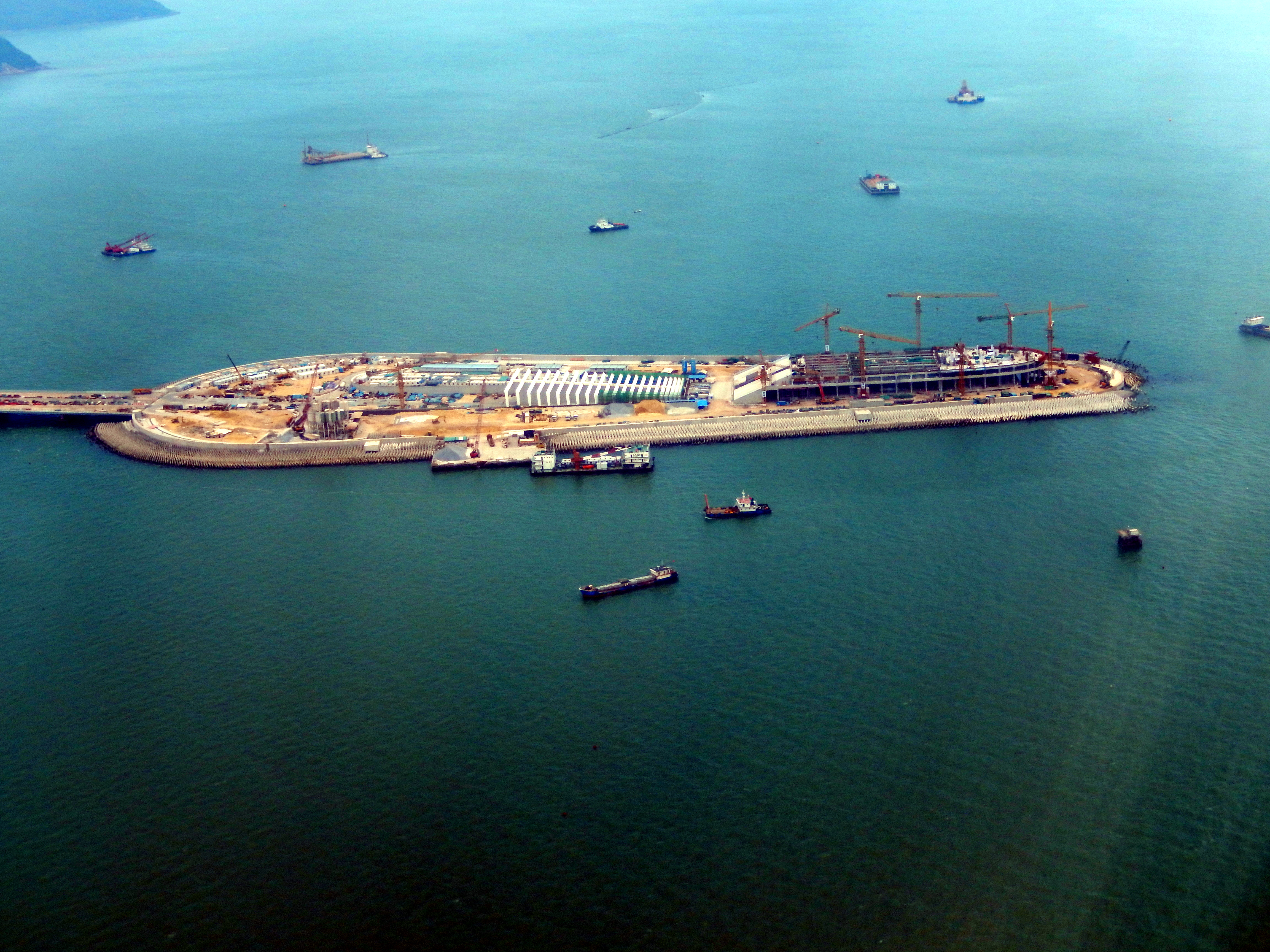
La isla artificial del este en mayo de 2017
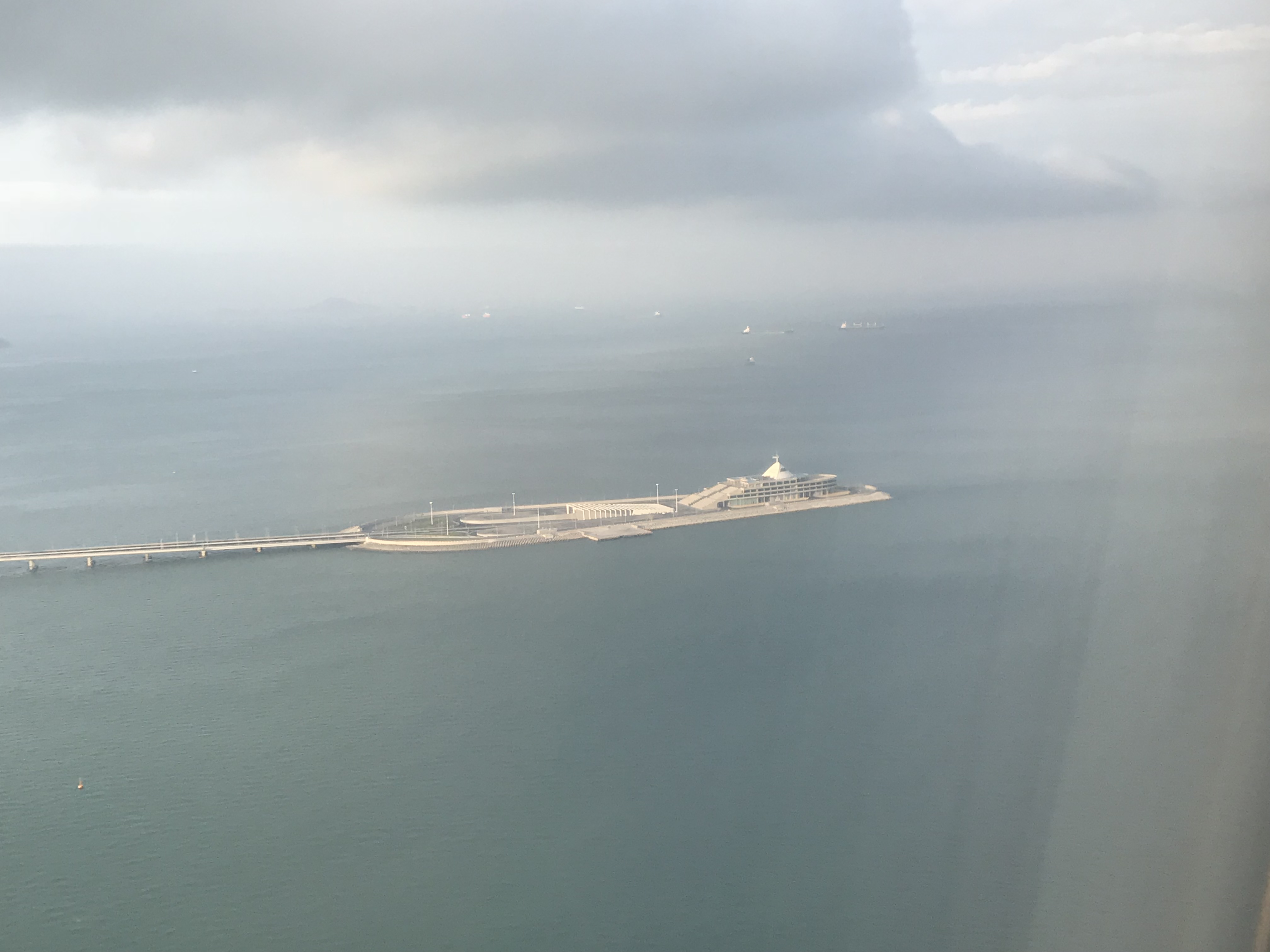
La isla artificial en mayo de 2018
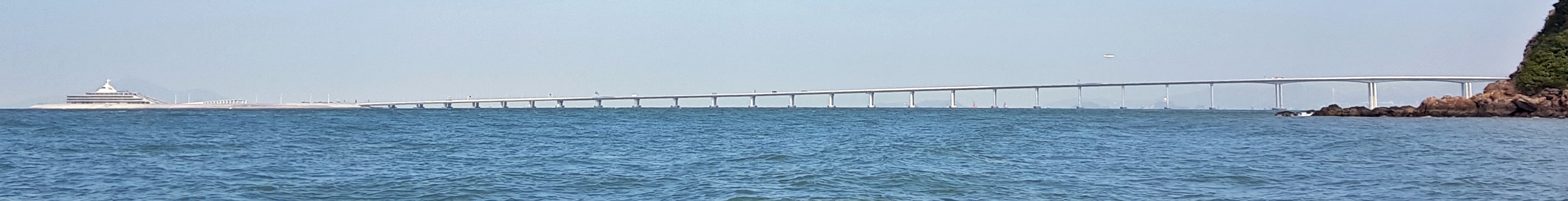
La sección completa de Hong Kong del puente en noviembre de 2018

## Transporte

### Autobuses de enlace

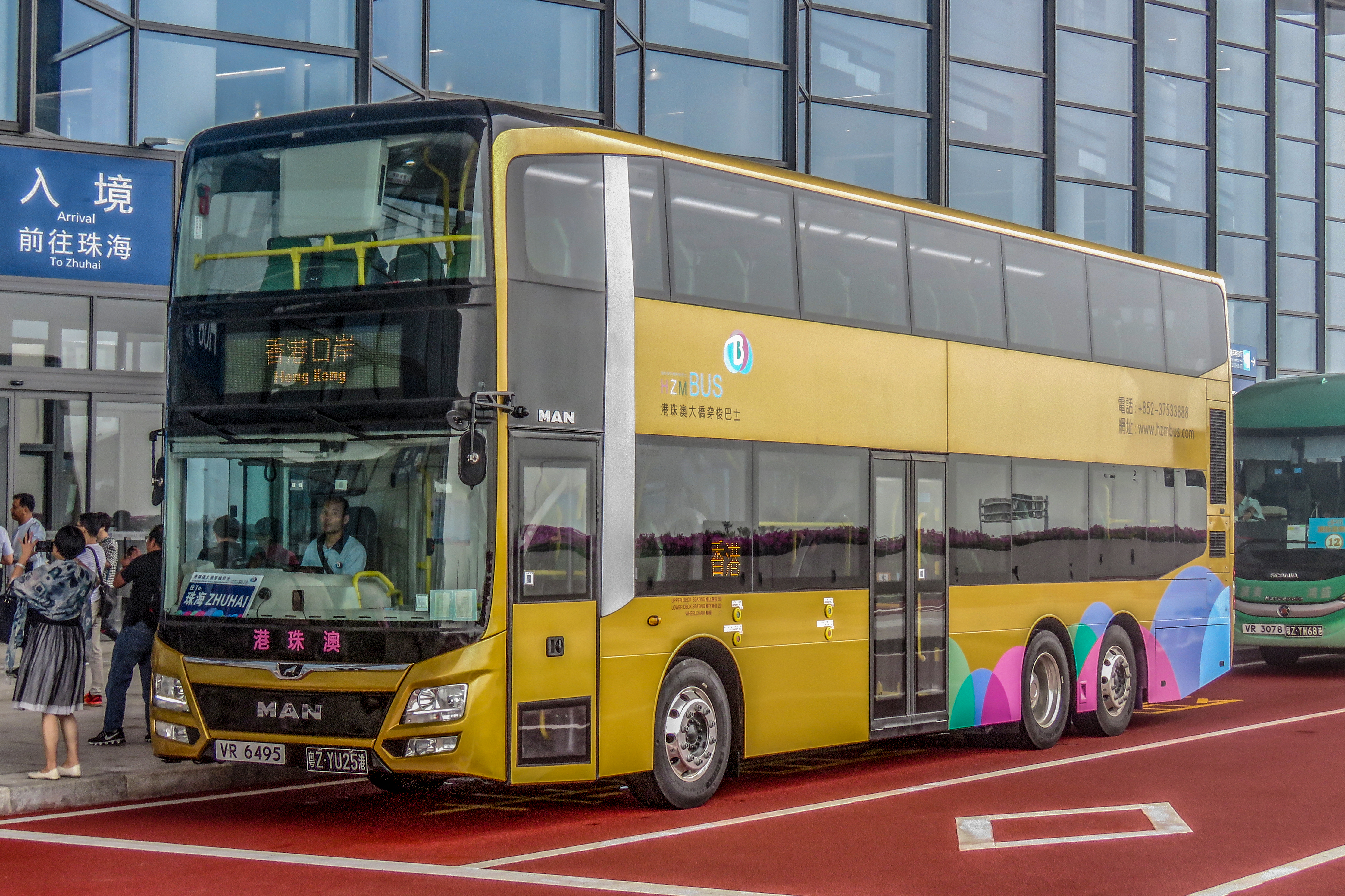
Bus entre Hong Kong y Zhuhai/Macao.

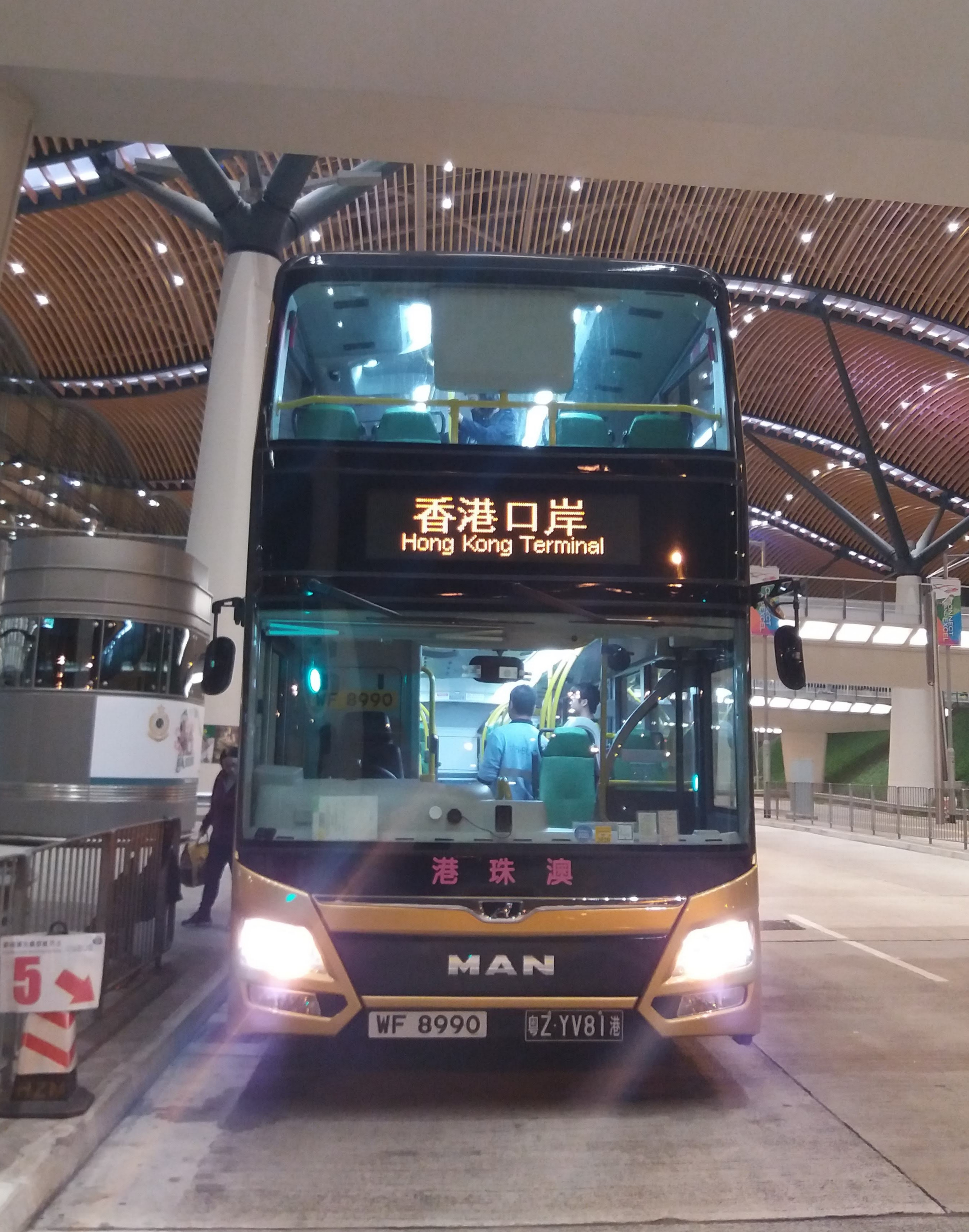
Bus de Macao llegando a Hong Kong.

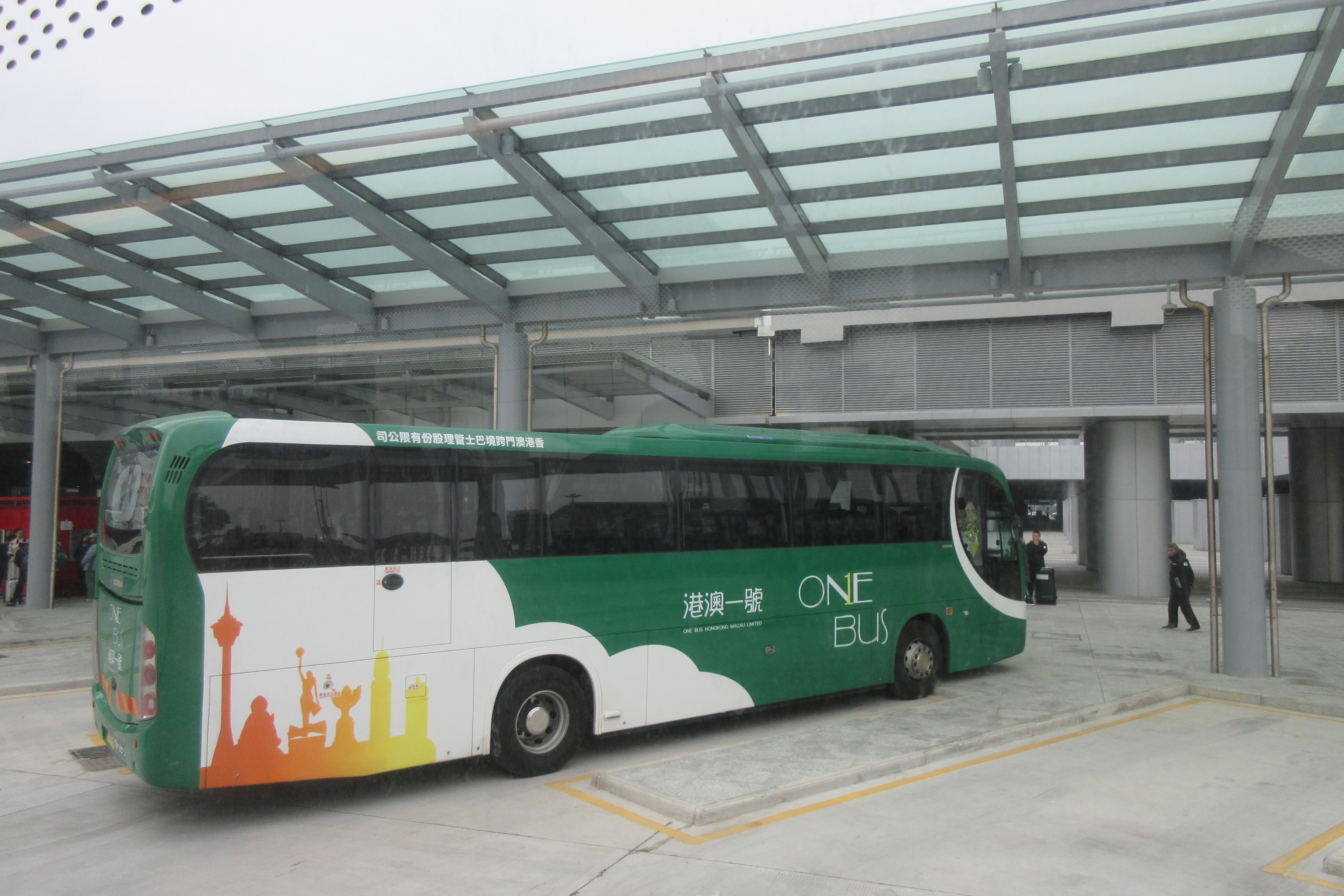
Los servicios de OneBus Hong Kong Macao.

El servicio de autobús de enlace HZMBus funciona las 24 horas del día con salidas de autobús tan frecuentes como cada cinco minutos. El viaje a través del HZMB dura unos 40 minutos.
Se puede llegar al puerto HZMB de Hong Kong en taxi o en varios autobuses, entre los que se encuentran las rutas A11, A21, A22 y A29 del aeropuerto de Cityflyer, las rutas A31, A33X, A36 y A41 del aeropuerto de Long Win Bus, el autobús de enlace B4 del aeropuerto internacional de Hong Kong, el autobús de enlace B5 de la estación de Estación de MTR de Sunny Bay o el autobús B6 de Tung Chung. Además, todos los autobuses nocturnos del aeropuerto (rutas con prefijo NA) terminan y comienzan el servicio desde el puerto de Hong Kong.
Al puerto de Zhuhai de HZMB se puede llegar desde Zhuhai en taxis o en el autobús L1, que utiliza vehículos turísticos históricos, o en los autobuses de las líneas 12, 23, 25 o 3.
Al puerto de HZMB Macao se puede llegar desde Macao en taxis o en varios autobuses, incluyendo el autobús 101X y el 102X desde St Paul's y Taipa, o el autobús HZMB Integrated Resort Connection desde la terminal de ferry de Taipa o la terminal de ferry exterior, conectando con los autobuses de enlace gratuitos del casino.

### Vehículos privados
A finales de 2017 solo se habían expedido 10.000 permisos para que los vehículos privados pudieran atravesar el HZMB desde Hong Kong hasta Zhuhai. Además, el número de vehículos permitidos para entrar en Hong Kong y Macao desde otras regiones está sujeto a una cuota diaria.
Dado que el gobierno de Hong Kong impone importantes tasas, impuestos y trámites administrativos sobre la propiedad y el uso de vehículos privados para hacer frente a la congestión vial, conducir un coche en la HZMB incurriría en las mismas restricciones que el tráfico transfronterizo actual. Estas incluyen la solicitud de permisos de conducir separados para Hong Kong y China continental, un permiso de carretera cerrada de Hong Kong para los vehículos transfronterizos y un aviso de aprobación de la Oficina de Seguridad Pública de Guangdong. Los propietarios de vehículos también deben asegurarse de que tienen la cobertura de seguro adecuada para las regiones a las que viajan.
Además, para ayudar a la compacta Macao a hacer frente a sus problemas de congestión en las carreteras, se anima encarecidamente a los conductores que llegan de otras regiones a utilizar un plan de aparcar y uso de transporte público, dejando sus vehículos en un aparcamiento en las afueras de Macao. Se permite un pequeño cupo de 300 vehículos para entrar directamente en Macao.